# Жана Сладкарова-Яковлева
Иванка (Жана) Илиева Сладкарова-Яковлева е българска драматична актриса.

## Биография
Родена е в Шумен на 27 ноември 1899 г. През 1924 г. завършва пеене в Консерваторията в Рига. Като актриса дебютира на сцената на Народния театър в ролята на Кети в „Старият Хайделберг“ на Мари Фьорстер през 1922 г. От 1919 до 1921 г. работи в театър „Ренесанс“. На сцената на Народния театър играе между 1921 и 1924 г., след което заминава за Рига и работи от 1924 до 1928 г. в театър „Руска драма“ и през 1929 – 1933 г. в Рижката опера. След завръщането си в България, през 1933 – 1934 г. работи в театър „Сладкаров“, а от 1935 до 1940 г. в Софийската опера. Завършва театралната си кариера в Народния театър, където играе от 1947 до 1956 г. Почива на 11 септември 1957 г. в София.

### Семейство
Съпруга е на руския режисьор Юрий Яковлев. Има двама сина, големият Павел умира от менингит на 16 години, година след смъртта на съпруга ѝ. След което тя загубва гласа си. Майка на известния български артист Юрий Яковлев. Сестра на Ангел Сладкаров.

## Роли
Жана Сладкарова-Яковлева играе множество роли, по-значимите са:
- Казълбашката – „Снаха“ на Георги Караславов
- Славка Габерова – „Габерови“ на Георги Караславов
- Г-жа Драга – „Д-р“ на Бранислав Нушич
- Ана Мари – „Нора“ на Хенрик Ибсен[1]

## Филмография
- Фифи – „Бай Ганьо“ (1922)